# Derbi de la Pequeña Capital
El Derbi de la Pequeña Capital es el partido en el cual están involucrados el PFC Lokomotiv Sofia y el Slavia Sofia, dos de los equipos de fútbol más importantes de Sofía, capital de Bulgaria, solo detrás del PFC Levski Sofia y el PFC CSKA Sofia, quienes juegan el Derbi Eterno de Bulgaria.

## Historia
El primer partido entre ambos equipos se dio el 20 de noviembre de 1948 y terminó con victoria para el Lokomotiv por 2-0. Entre ambos equipos acumulan más de 25 campeonatos nacionales y se han enfrentado en más de 160 partidos oficiales, teniendo el Slavia Sofia la ventaja en el historial.

## Comparación
| Torneo                 | Slavia Sofia | Lokomotiv Sofia |
| ---------------------- | ------------ | --------------- |
| Bulgarian Championship | 7            | 4               |
| Copa de Bulgaria       | 8            | 4               |
| Balkans Cup            | 2            | 1               |
| Total                  | 17           | 9               |

## Estadísticas
|            | Partidos | Slavia | Empates | Lokomotiv | Goles Slavia | Goles Lokomotiv |
| ---------- | -------- | ------ | ------- | --------- | ------------ | --------------- |
| Parva Liga | 126      | 51     | 32      | 43        | 182          | 172             |